# جوني شيبارد
جوني شيبارد هو لاعب هوكي الجليد كندي، ولد في 23 يوليو 1903 في مونتريال في كندا، وتوفي في 28 أغسطس 1969.

## وصلات خارجية
- جوني شيبارد على موقع دوري الهوكي الوطني (الإنجليزية)
- جوني شيبارد على موقع قاعة مشاهير الهوكي (لاعب أن.إتش.أل) (الإنجليزية)
- جوني شيبارد على موقع EliteProspects.com (الإنجليزية)
- جوني شيبارد على موقع HockeyDB.com (الإنجليزية)
- جوني شيبارد على موقع Hockey-Reference.com (الإنجليزية)